# Кения, Русудан Ивановна
Русудан Ивановна Кения (груз. რუსუდან ყენია, 1924, Тифлис — 2012, Тбилиси) — грузинский советский учёный-историк, филолог, искусствовед и педагог высшей школы.

## Биография

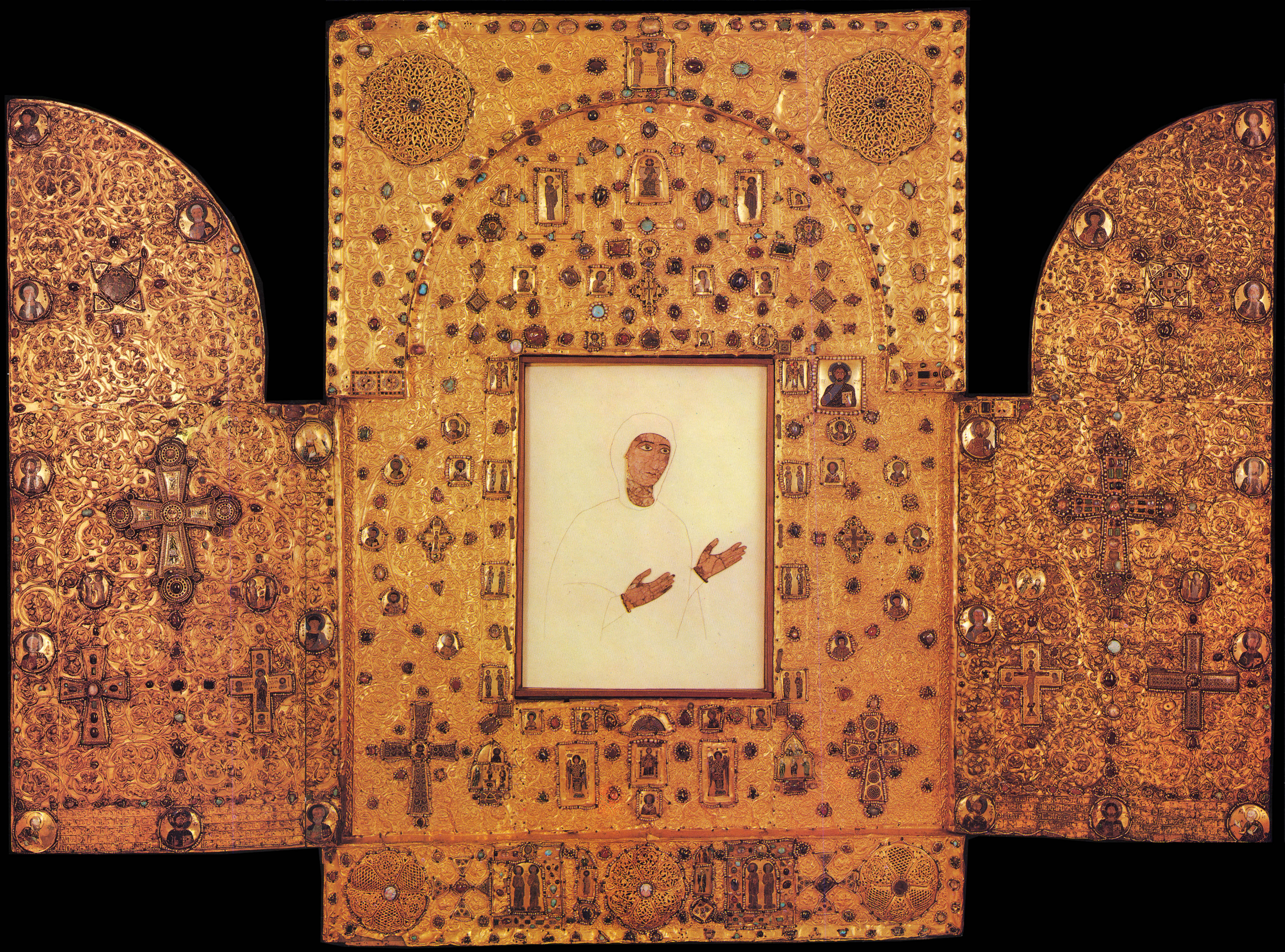
Хахульский триптих

В 1946 году окончила филологический факультет Тбилисского государственного университета.
Кандидат искусствоведения, тема диссертации «Чеканка Хахульского триптиха».
С 1963 года работала в Академии наук Грузинской ССР, научный сотрудник Института истории грузинского искусства.
Преподавала в Тбилисской академии художеств и в Тбилисской духовной академии.
Восстановила ряд древних грузинских артефактов.
Член Международного благотворительного фонда Католикоса-Патриарха Грузии для возрождения и развития духовности, культуры и науки.
В 1980 и 1986 годах участвовала в международных симпозиумах, посвящённых грузинскому искусству, и в 1981 году в международной конференции грузинско-византийского искусства.